# Translink

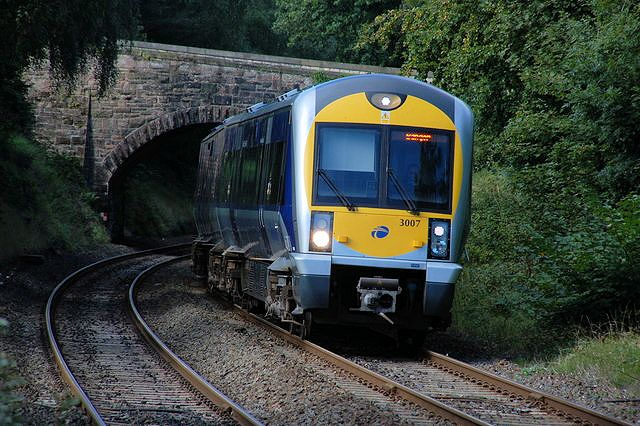
Treno Translink in arrivo alla stazione di Seahill

Translink è il nome della Holding dei Trasporti dell'Irlanda del Nord (Northern Ireland Transport Holding Company, NITHCo), un'azienda pubblica dell'Irlanda del Nord che eroga servizi di trasporto pubblico nella regione. Northern Ireland Railways, Ulsterbus e Metro fanno tutte parte di Translink.
Translink eroga servizi in tutta l'Irlanda del Nord ed anche a Dublino, tramite un accordo commerciale con la sua controparte della Repubblica d'Irlanda. Fornisce anche servizi di trasporto locale in molte città della regione, tra cui Bangor, Derry, Ballymena, Omagh, Craigavon e Antrim. La compagnia Metro opera il servizio pubblico locale a Belfast, fino ai quartieri limitrofi.
NITHCo fu istituita nel 1967 per unificare i servizi ferroviari e automobilistici della Ulster Transport Authority (UTA), cioè Northern Ireland Railways (NIR) e Ulsterbus.  Nel 1996 fu creata l'organizzazione di Translink per integrare i servizi della Ulster Transport Authority, oltre che della Citybus Limited (solo a Belfast - successore del Belfast Corporation Transport Department). Citybus è conosciuta come Metro.

## Northern Ireland Railways

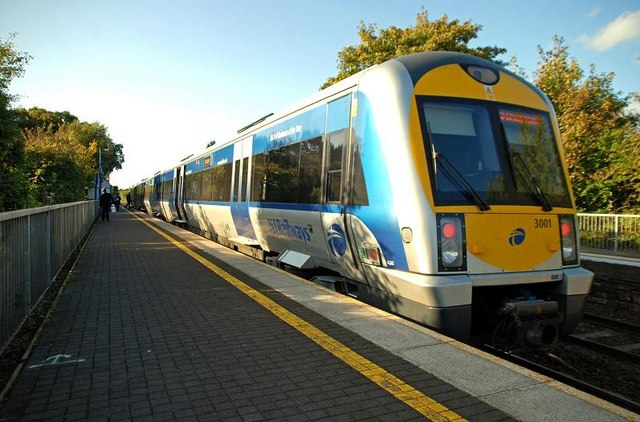
NIR, Stazione Helen's Bay

Northern Ireland Railways (NIR), in passato chiamata Ulster Transport Railways (UTR), è responsabile della gestione della rete ferroviaria dell'Irlanda del Nord, che consta di 330,58 km di linee.
La linea passeggeri principale collega Portadown a Bangor; oltre a questa, Translink gestisce il servizio ferroviario anche tra Belfast e Derry verso nord, e verso Newry verso sud, continuando poi oltre il confine fino a Dublino, con il servizio veloce Enterprise. Sono gestite anche le linee per Larne e Portrush, che sono un ramo della linea ferroviaria Belfast-Derry, a Coleraine.
Per il 2015 Translink conta di effettuare servizio anche dal Belfast International Airport fino al centro di Belfast. Translink è anche in trattative con l'aeroporto riguardo alla riapertura della linea Lisburn-Antrim, che fu chiusa nel 2003 in favore della linea più veloce Bleach-Green. La linea Lisburn-Antrim passa infatti dall'aeroporto, e potrebbe essere utilizzata per collegarlo alla capitale.

## Metro

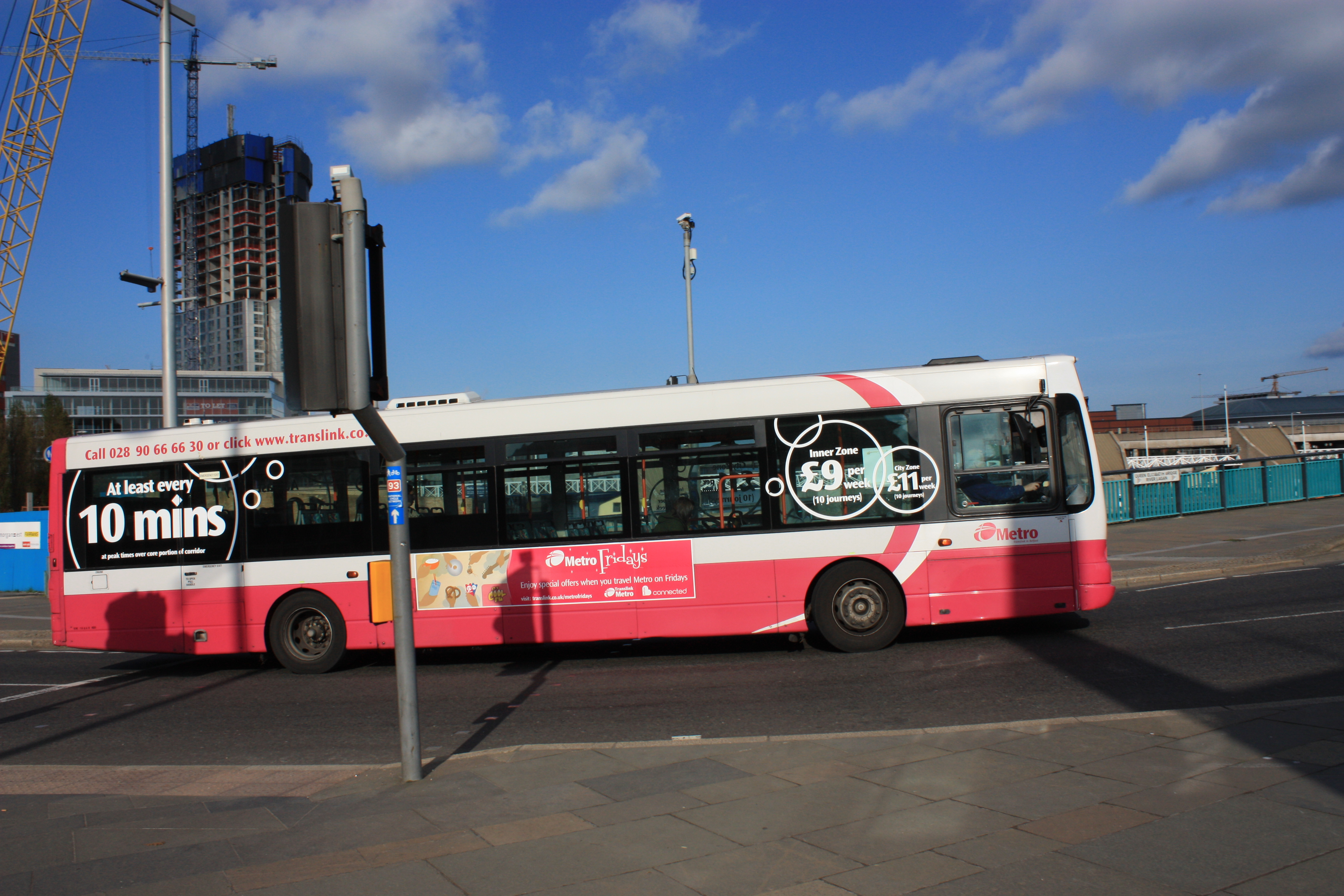
Metro bus, Belfast, ottobre 2009

Il servizio Translink Metro (in precedenza chiamato Citybus) opera il servizio di autobus nell'area della Greater Belfast; Metro opera 12 corridoi di autobus, oltre a diverse altre linee.
Il servizio ebbe inizio come "Belfast Corporation Transport Department". Nel 1973 questi servizi furono trasferiti alla "Northern Ireland Transport Holding Company" prendendo il nome di "Citybus Limited", e divenendo parte della rete integrata "Translink" nel 1995. Nel 2004, Translink/NITHC annunciò che Citybus avrebbe cambiato nome e sarebbe stata integralmente riorganizzata in 12 corrodoi e integrandola con i servizi di Ulsterbus nell'area della Greater Belfast. Citybus cambiò nome in Metro il 7 febbraio 2005.
Metro conta su una vasta flotta di autobus a due piani, che consiste di:
- 60 Volvo B7TL/Alexander ALX400 (acquistati nel 2001 e 2005)
- 24 Volvo B7TL/Transbus 'ALX400' (acquistati nel 2003)
- 54 Volvo B9TL/Wrightbus Gemini (acquistati nel 2008)
- 28 Volvo B9TL/Wrightbus Gemini Mk.2 (acquistati nel 2012/2013).

Vengono utilizzati anche 100 autobus a singolo piano:
- 30 Volvo B7RLE/Wrightbus Eclipse Mk.2 (acquistati nel 2012/2013)
- 33 Scania L94UB/Wrightbus Solar (acquistati nel 2001 e 2003)
- 37 Volvo B10BLE/Wright Renown (acquistati nel 1999/2000).

Metro possiede anche una decina di autobus exUlsterbus Goldliner da utilizzare per il noleggio privato. Questi autobus sono i Volvo B10M/Plaxton Excaliburs, acquistati nel 1999 e dipinti in livrea rosa.

## Ulsterbus Foyle

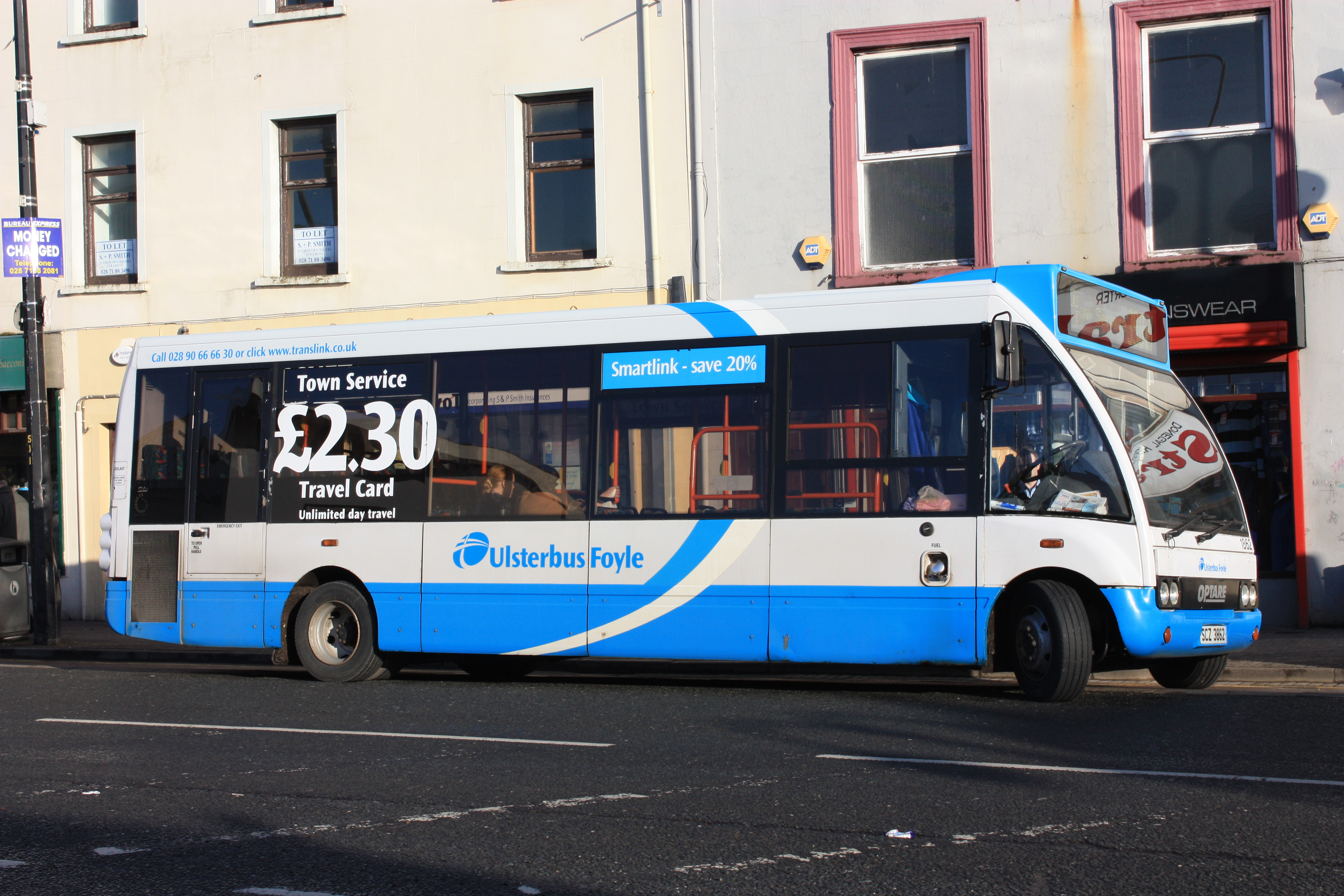
Ulsterbus Foyle, Strabane, gennaio 2010

Ulsterbus Foyle è una divisione di Translink che gestisce il servizio di autobus a Derry/Londonderry. Il nuovo servizio ebbe inizio nel settembre 2006 a seguito di un ammodernamento delle linee degli autobus cittadini, e con la sostituzione di alcuni degli autobus più vecchi. Ulsterbus Foyle è del tutto simile a metro, che opera a Belfast.